# Jakub Sobieski (historyk)
Jakub Sobieski ps. Świerszcz, Karol Świerszcz (ur. 23 listopada 1914 w Krakowie, zm. 16 maja 1989 w Brukseli) – polski historyk, działacz Stronnictwa Narodowego.

## Życiorys
Był synem historyka Wacława Sobieskiego i Stanisławy z Zieleńskich (Szyszkowskiej). Jego ojcem chrzestnym był historyk Oskar Halecki. Jakub Sobieski ukończył krakowskie Gimnazjum im. Jana III Sobieskiego. Następnie podjął studia na historii w Uniwersytecie Jagiellońskim. Wojna spowodowała, że magisterium z historii uzyskał dopiero po jej zakończeniu w Polskim Uniwersytecie na Obczyźnie w Londynie (mgr 1962 - Jean de Pologne à Louvain). W okresie okupacji był czynny w ZWZ-AK. Był komendantem podokręgu Nr 33 Narodowej Organizacji Wojskowej (NOW) w okręgu krakowskim. Brał udział w Powstaniu Warszawskim – w zgrupowaniu „Gustaw”. W 1945 nie powrócił do Polski i udał się na emigrację do Belgii. Tam był współzałożycielem organizacji „Robotnicza Młodzież Katolicka” i  współwydawcą i redaktorem dwutygodnika „Polak na Obczyźnie”. Był inspektorem szkolnym w Brukseli. W 1951 został prezesem „Akcji Katolickiej”. Od 1954 przebywał w Rzymie, gdzie prowadził wykłady z historii dla przyszłych współpracowników wydawnictwa „Sacrum Poloniae Millennium”. W 1947 ożenił się z Danutą Jastrzębską, mieli pięcioro dzieci.

## Wybrane publikacje
- Jean de Pologne à Louvain (1253), pref. de Léon van der Essen, avant-propos par Oskar Halecki, Bruxelles: Editions de l'Institut d'Etudes Polonaises en Belgique 1950.
- Jan z Polski [w:] Polski Słownik Biograficzny, t. 10, Wrocław 1962-1964, s. 468-469.